# Dichaea tigrina
Dichaea tigrina là một loài thực vật có hoa trong họ Lan. Loài này được Rchb.f. ex Regel mô tả khoa học đầu tiên năm 1868.